# Frente Atlético
El Frente Atlético es un grupo ultra del Club Atlético de Madrid fundado con tal nombre en 1982. Cuenta con alrededor de 10.000 miembros, por lo que se trata de uno de los grupos ultra del fútbol europeo más numerosos.
En 2014 un grupo reducido del Frente Atlético se vio implicado  en una pelea con un fallecimiento de por medio, tras ello el Atlético de Madrid sancionó al grupo con la retirada de todo tipo de propaganda del grupo del estadio y su expulsión como peña oficial de club. Sin embargo, el grupo sigue ocupando parte del fondo sur del Estadio Metropolitano y alentando a su equipo en todos los partidos.

## Historia
Se puede trazar atrás su origen hasta 1968, cuando se crea la peña Fondo Sur. El Frente Atlético se funda de manera oficial en 1982. Originalmente iba a llamarse Brigata Rossibianca, pero el club aconsejó que se tomara un nombre en español y decidieron adoptar el de «Frente Atlético», en referencia a la organización falangista Frente de la Juventud, a la que pertenecieron algunos de sus miembros.
El club le ofreció ayuda económica e institucional para que empezase a funcionar. En sus primeros años se caracteriza por involucrarse en diversos incidentes y peleas con otros grupos ultras.
Miembros de Bastión —una sección del Frente Atlético— estuvieron involucrados en el asesinato de Aitor Zabaleta, seguidor de la Real Sociedad de Fútbol, asesinado el 8 de diciembre de 1998 como consecuencia de una puñalada en los alrededores del estadio Vicente Calderón. Ricardo Guerra, perteneciente al grupo, fue condenado a 17 años de cárcel por la muerte del aficionado donostiarra.
Han sido clasificados en los medios como una organización de extrema derecha o como una organización dirigida por individuos afines a la extrema derecha. Una encuesta reveló el predominio en el espectro político en el que se colocaban los miembros de la organización de preferencias políticas de derecha y extrema derecha (15 y 19%, respectivamente) a pesar de cierta transversalidad en el espectro (con algunos miembros, un 2%, posicionándose en la extrema izquierda).
En 2005, la Comisión Antiviolencia propone varias sanciones al club rojiblanco por lanzamiento de bengalas, botes de humo, petardos y botellas, así como insultos proferidos por parte de un miembro del Frente a seguidores del Fútbol Club Oporto y por la exhibición de una pancarta por parte de otro miembro del Frente que "incitaba a la xenofobia y el racismo".
El grupo ultra estuvo involucrado directamente en la pelea campal entre grupos ultras en los aledaños del estadio Vicente Calderón que derivó en el asesinato el 30 de noviembre de 2014 de Francisco Javier Romero Taboada, alias Jimmy, miembro de la sección «los suaves» del grupo ultra del Deportivo de la Coruña Riazor Blues, víctima de una paliza y que acabó arrojado al río Manzanares. El día 2 de diciembre de 2014 el Atlético de Madrid expulsa al Frente Atlético del Vicente Calderón debido al incidente.
Durante los siguientes años hasta la actualidad han mantenido su presencia en el estadio, desplazamientos y reuniones con el club, incluso perteneciendo a una comisión social creada en julio de 2022 como Grada de Animación.
Durante la temporada 2022-23 el Frente Atlético protagonizó una campaña para recuperar el escudo del club, cambiado en 2017. Tras varias reuniones de la comisión social en las que el grupo participó, la cual fue creada principalmente para el tema del escudo, el Frente Atlético decidió abandonar la comisión por los continuos vacíos del club acerca de este tema en dichas reuniones, a pesar de ser un tema de gran importancia para todos los socios del club, tanto miembros del Frente como aficionados convencionales. Sin embargo, el Frente continuó la lucha durante toda la temporada hasta que en junio el club hizo un referéndum entre todos los aficionados, en el cual se decidió que el escudo anterior del club volviera a partir de la temporada 2024-25.